# Rodolfo Núñez de las Cuevas
Rodolfo Núñez de las Cuevas (Málaga, 27 de junio de 1924-Madrid, 14 de mayo de 2024) fue ingeniero geógrafo y militar español.

## Resumen biográfico
Rodolfo Núñez de las Cuevas nació en Málaga (España) el 27 de junio de 1924. Realizó sus estudios primarios y de bachillerato en La Coruña. Posteriormente ingresó en la Academia General Militar de Zaragoza y en 1948 se graduó, junto a sus amigos conspicuos, como teniente de ingenieros con el número uno de su promoción. Su primeros destinos estuvieron relacionados con las transmisiones de radio y la electrónica, en el Regimiento de Transmisiones del Ejército y en la Compañía de Transmisiones del Regimiento de la Guardia. 
En 1950 tras hacer el curso de investigadores en electrónica, en el Instituto Nacional de Electrónica del Consejo Superior de Investigaciones Científicas, para el que fue nombrado por el ministro del Ejército, comenzó a trabajar en el campo de las microondas. 
En 1953 ingresó en la Escuela de Geodesia y Topografía del Ejército en donde obtuvo el diploma de geodesta militar con el número uno de su promoción. Más tarde ingresaría en el Cuerpo Nacional de Ingenieros Geógrafos del Estado y obtendría el grado de doctor Ingeniero Geógrafo.
Al finalizar sus estudios en la Escuela de Geodesia, pasó destinado al Servicio Geográfico del Ejército y fue nombrado profesor de la Escuela en donde permaneció hasta 1963. Más tarde obtuvo por oposición la Cátedra de Representación Cartográfica en la Escuela Universitaria de Ingeniería Técnica Topográfica de la Universidad Politécnica de Madrid. 
Ingresó como ingeniero en el Instituto Geográfico y Catastral en donde ocupó distintos cargos en el área de cartografía hasta que en 1974 fue nombrado Director General del mismo, posteriormente denominado Instituto Geográfico Nacional (IGN) entonces adscrito al Ministerio de Planificación del Desarrollo y luego a la Presidencia del Gobierno.
Desde su ingreso en el IGN en 1957, estuvo dedicado a la modernización de las técnicas cartográficas introduciendo los métodos de cartografía asistida por ordenador. Fue investigador principal en proyectos realizados con la NASA y pionero en la aplicación y desarrollo de la teledetección espacial con fines cartográficos.
En el año 2009 dona su colección de 3.500 libros, atlas y mapas a la Biblioteca Nacional de Galicia. En la actualidad la Biblioteca se encuentra en la Ciudad de la Cultura de Galicia en Santiago de Compostela.

## Actividad al frente del Instituto Geográfico Nacional
Durante su mandato como director general del IGN se inició la formación y publicación del Mapa Topográfico Nacional 1:25.000; diversas series de mapas temáticos; mapas especiales para invidentes; se finalizaron los mapas provinciales a 1:200.000 y 1:500.000; se inició la formación de ortoimágenes con fines catastrales.
Se desarrolló el Sistema Nacional de Información Geográfica (1975) y se llevaron a cabo, por primera vez, trabajos de geodesia espacial. Se inició la investigación en el campo de la radioastronomía en ondas milimétricas y se llevaron a cabo los primeros trabajos en el campo de la cartografía digital y tratamiento digital de imágenes, por lo que se creó el departamento de teledetección espacial. También se modernizaron los laboratorios de fotogrametría y cartografía, el laboratorio de análisis de materiales, los talleres de reproducción de cartografía y diversas delegaciones provinciales y regionales del IGN.
En ese periodo se aprobó la Ley de Señales Geodésicas y Geofísicas. 
Se restauró el Real Observatorio Astronómico Nacional, que fue declarado monumento nacional.
En cuanto a nuevas instalaciones científicas, construyó los observatorios astronómicos de Yebes (Guadalajara) y Calar Alto (Almería), el observatorio geofísico de San Pablo de los Montes (Toledo), el Centro Nacional de Documentación e Información Geográfica (Madrid) y se inició la construcción del observatorio geofísico de Güimar (Canarias) así como el observatorio hispano-franco-alemán de radioastronomía en ondas milimétricas, situado en la Loma de Dílar (Granada). También se iniciaron la Red Sismológica Nacional, el proyecto del Centro Metrológico Nacional y la Ley de Metrología.

## Actividad docente
Además de profesor de la Escuela de Geodesia y Topografía del Ejército, ocupó la cátedra de Representación Cartográfica en la Universidad Politécnica de Madrid. Posteriormente fue nombrado director de la Escuela de Ingeniería Técnica Topográfica, cargo que ocupó de 1982 a 1985. Fue director y profesor de cursos para posgraduados realizados en el IGN, Universidad Complutense, Universidad de Alcalá de Henares, Universidad Menéndez Pelayo de Santander, Universidad Politécnica de Madrid y otras universidades y centros docentes. También fue presidente o miembro de tribunales de doctorado en las universidades Complutense, Politécnica de Madrid, Barcelona, Santiago de Compostela y la Sorbona (París). 

## Actividad internacional
Fue presidente de varias Conferencias Internacionales de Cartografía y de Seminarios Europeos de Cartografía del Consejo de Europa, representando a España en más de cincuenta conferencias internacionales relacionadas con las ciencias de la tierra y la cartografía. También promotor y miembro del comité de dirección de la XIV Conferencia Internacional de Cartografía (Barcelona, 1995). 
En 1959 participó en la “reunión de Berna” donde trece países crearon la International Cartographic Association de la que fue vicepresidente (1972-1976).

## Otros cargos institucionales
- Presidente del Comité de Expertos en Cartografía, Estadística y Terminología del Consejo de Europa (1983-1989)
- Fundador y Presidente de la Sociedad Española de Cartografía, Fotogrametría y Teledetección
- Vicepresidente de la Sociedad Española de Cibernética
- Presidente de la  Real Sociedad Geográfica
- Fundador del Comité Europeo de Responsables de la Cartografía Oficial (CERCO), cuya reunión fundacional organizó en Madrid en 1980.
- Académico correspondiente de la Academia de Desarrollo Costero de México
- Miembro honorario de la Sociedad Mexicana de Geografía y Estadística
- Miembro de honor de la Academia de Ciencias, Invención, Ingeniería e Investigación de México

## Condecoraciones y reconocimientos
- Gran cruz de la Orden de Alfonso X el Sabio[2]
- Gran cruz de la Orden del Mérito Civil de España y su Encomienda
- Gran cruz del Mérito Civil de Alemania[3]
- Comendador de número de la Orden de Isabel la Católica
- Cruz del Mérito Civil de Francia
- Placa y cruz de la Orden de San Hermenegildo
- Dos cruces al Mérito Militar con distintivo blanco
- En 1995 la Asociación Cartográfica Internacional le confirió la medalla de oro de la Asociación y el título de miembro de honor en “reconocimiento de sus cualidades y espíritu pionero en la actividad cartográfica internacional"[4]
- En 1996 la Sociedad Española de Cartografía, Fotogrametría y Teledetección le concedió el título de miembro de honor “en reconocimiento a su magnífica labor en pro del desarrollo de la cartografía española”;
- En 1998 la I Asamblea Hispano-Portuguesa de Geodesia y Geofísica le hizo entrega de una placa de honor “en reconocimiento a su meritoria labor científica y relevantes aportaciones en el campo de la Geodesia”
- En 2002 la Junta Directiva de la Real Sociedad Geográfica, a propuesta de la Asamblea General, acordó por unanimidad nombrarlo Presidente de Honor “por la larga, trascendente y eficaz trayectoria, como miembro, vicepresidente y presidente de la Entidad, y losnumerosos servicios por él realizados en su beneficio, que no solo acreditan tal nombramiento, sino que constituye un merecido acto de justicia”.[5]